# Pedra Furada (Brazilië)
Pedra Furada (Portugees voor doorboorde rotsen) is een verzameling van meer dan 800 archeologische vindplaatsen in het Nationaal park Serra da Capivara in de Braziliaanse deelstaat Piauí. Hiertoe behoren honderden rotstekeningen die dateren van circa 12.000 jaar BP.
Ook is op de locatie houtskool van zeer oude vuren en steenscherven die door sommigen werden geïnterpreteerd als werktuigen gevonden, gedateerd van 48.000 tot 32.000 jaar BP, wat de mogelijkheid suggereert van een menselijke aanwezigheid tienduizenden jaren eerder dan de algemeen aanvaardde datum van de aankomst van de eerste mensen in Amerika.
In 1973 deed een Braziliaans en Frans team in het zuidoostelijke deel van wat nu het Serra da Capivara National Park de eerste vondsten n. De Braziliaanse archeologe Niède Guidon deed in 1986 verslag van de ontdekking. In 1991 werd Pedra Furada opgenomen op de Werelderfgoedlijst. 
Aan het begin van de 21e eeuw worden de bevindingen van Guidon nog steeds als controversieel beschouwd en niet algemeen aanvaard door experts in het veld. 

## Opgravingen
Pedra Furada omvat een verzameling rotsschuilplaatsen die duizenden jaren door mensen werden gebruikt. De eerste opgravingen leverden houtskoolafzettingen op met koolstof-14-data van 48.000 tot 32.000 BP. Herhaalde analyse heeft deze dateringen bevestigd. Archeoloog Tom Dillehay suggereerde in 1994 echter dat de houtskoolresten mogelijk afkomstig waren van natuurlijke branden en niet noodzakelijkerwijs indicatief waren voor menselijke bewoning. 
Guidon stelde 15 verschillende niveaus vast, ingedeeld in drie culturele fasen, genaamd Pedra Furada, die de oudste overblijfselen omvat, en Serra Talhada, van 12.000 tot 7.000 BP, met gereedschappen zoals klingen, schrabbers, afslagen gebruikt "zoals ze zijn" of met wat retouches, en lithische kernen, allemaal gemaakt van kwarts of kwartsiet. De derde is de late Agreste-fase. De site heeft ook honderden rotstekeningen die dateren van 5.000 tot 11.000 BP. 
In 2013 werd gemeld dat de site van Toca da Tira Peia, eveneens in het Serra da Capivara Nationaal Park, tekenen vertoonde van menselijke aanwezigheid die dateren van 22.000 BP. 
Vanaf 2014 is de nabijgelegen locatie Sitio do Meio opgegraven. Hoewel niet zo oud, helpt het de chronologie van Pedra Furada te ondersteunen en te verduidelijken. De stenen werktuigen bij Sitio do Meio zijn beter bewaard gebleven. 

## Betekenis
De ontdekkingen zijn het onderwerp van discussie omdat ze blijkbaar in tegenspraak zijn met de oude "Clovis first"-opvatting uit de jaren dertig van de 20e eeuw, die stelde dat de eerste bewoners van het continent vertegenwoordigers waren van de Cloviscultuur, die ongeveer 11.500 BP begon. 
Ontdekkingen op andere locaties, zoals Monte Verde, Chili, gedateerd op 14.800 jaar BP, Piedra Museo in de Argentijnse provincie Santa Cruz, gedateerd 11.000 jaar BP, Topper in South Carolina, VS gedateerd 16.000-20.000 jaar BP, en de Meadowcroft Rockshelter nabij Avella in Washington County in het zuidwesten van Pennsylvania, Verenigde Staten, gedateerd op 16.000 jaar BP, hebben de algemeen geaccepteerde datum van de eerste migratie al verder teruggebracht. Aan het begin van de 21e eeuw is de heersende opvatting over de bevolking van Amerika dat de eerste beweging buiten Alaska naar de Nieuwe Wereld niet eerder dan 15.000 - 17.000 BP plaatsvond. 
Pedra Furada wordt door sommigen gezien als bewijs van de lange-chronologietheorie, die stelt dat de eerste groep mensen het halfrond op een nog veel eerder tijdstip betrad, mogelijk 21.000 tot 40.000 BP, met een veel latere secundaire golf van immigranten. Dit wordt als controversieel beschouwd en door deskundigen niet algemeen aanvaard. 
Vanaf de jaren 2010 wordt er nog steeds gedebatteerd over de vraag of de artefacten en vuurplaatsen al dan niet geofacten zijn die op natuurlijke wijze zijn ontstaan, of als alternatief door apen zijn gemaakt. Er is waargenomen dat wilde baardkapucijnapen (Sapajus libidinosus) in het Nationaal park Serra da Capivara stenen tegen in de grond ingebedde rotsen kapot sloegen. De resulterende "bewerkte" rotsen en afslagen zijn vergelijkbaar met vroege menseijke gereedschappen. Er is gesuggereerd dat soortgelijk gedrag van apen verantwoordelijk zou kunnen zijn voor wat bij Pedra Furada als menselijke werktuigen werden beschouwd. James Adovasio van de Florida Atlantic University geloofde dat de gereedschappen die Guidon als door mensen gemaakt beschouwde, rotsen waren die van een klif vielen en braken toen ze de grond raakten. "Het Pedra Furada-materiaal voldoet niet eens aan de kapucijnaap-normen", zei hij. 
Het gedrag van de kapucijnapen heeft ook implicaties voor interpretaties van de eenvoudigste Oldowan-technologie in Oost-Afrika. 